# FH Scuti
FH Scuti är en eruptiv variabel av RCB-typ (RCB) i stjärnbilden Skölden.
Stjärnan har magnitud +12,2 och når i förmörkelsefasen ner under +16,1. 